# Megapente
Megapente, na mitologia grega, foi um rei de Tirinto e Argos.

## Família
Megapente era filho de Preto, rei e fundador de Tirinto.
Preto e Acrísio eram irmãos gêmeos, filhos de Abas, rei de Argos, e Aglaia. Os dois gêmeos brigaram desde quando estavam no útero materno, e, após Preto ser derrotado por Acrísio, se refugiou na Lícia, retornou com um exército de lícios, ocupou Tirinto, e construiu suas muralhas com ajuda dos ciclopes.
Megapente nasceu, segundo Pseudo-Apolodoro, após Preto haver dividido seu reino em três, entregando dois terços aos irmãos Melampo e Bias. De acordo com Pausânias e Diodoro Sículo, estes eventos foram a partilha de Argos, e ocorreram durante o reinado de Anaxágoras, neto ou filho de Megapente.

## Rei de Argos
Após Perseu, neto de Acrísio, haver matado acidentalmente seu avô, ele trocou de reinos com Megapente; Megapente tornou-se rei de Argos, e Perseu rei de Tirinto, mas logo fundou Micenas.
Pelo texto de Higino (pseudo), Megapente, filho de Preto, matou Perseu, filho de Zeus e Dânae, por causa do seu pai, porém Abas, filho de Linceu, matou Megapente, também por causa do seu pai.

## Descendentes
De acordo com Pausânias, Megapente foi o pai de Argeu, e este o pai de Anaxágoras.  De acordo com Diodoro Sículo, Anaxágoras era filho de Megapente.
De acordo com Pausânias e Diodoro Sículo, a partilha de Argos ocorreu durante o reinado de Anaxágoras. Melampo se casou com Iphianeira, filha de Megapente, e teve um filho, Antiphates e uma filha, Manto.